# 珀爾蒂尼什鄉 (博托沙尼縣)
48°13′N 26°39′E / 48.217°N 26.650°E
珀爾蒂尼什鄉（羅馬尼亞語：Comuna Păltiniș, Botoșani），是羅馬尼亞的鄉份，位於該國東北部，由博托沙尼縣負責管轄，面積75平方公里，海拔高度200米，2007年人口3,240，人口密度每平方公里43人。